# 瀛津世襲
瀛津世襲（おきつよそ、生没年不明）は、古代日本の人物。妹は孝昭天皇の后である世襲足媛。尾張連の祖。